# Lotus angustifolius
Lotus angustifolius là một loài thực vật có hoa trong họ Đậu. Loài này được Gouan miêu tả khoa học đầu tiên năm 1764.